# 雷鳴ZAJI
『雷鳴ZAJI』（日文原名：雷鳴のZAJI）是日本漫畫家車田正美的漫畫。描寫養成・開發「人間兵器」的秘密組織「白墓」、脫離組織的青年「沙奇」和白墓派出的「抹殺者」之間的戰鬥。

## 登場人物

### 主人公
雷鳴之沙奇
主人公。生於白墓，從幼年開始作為人間兵器接受訓練。16歳。
齋藤明菜
本作的女主角。沙奇轉學的東陽學院No.1的美女。

### 白墓
人間兵器的養成、開發組織。和沙奇同様成為人間兵器的少年，大多顔面有刀傷。一級戰士有二個名字，二級戰士則多是無名的戰士。人間兵器之間稱作「墓友」。也有少女戰士的存在。
双龍砲
左頰有刀傷的一級戰士。武器是能貫穿鐵壁的双龍砲。
裝鋼戦士
沙奇墓友的抹殺者。鼻子有橫一文字的刀傷。
百万V
一級戰士之中顔面無傷的抹殺者，徒手發出高壓電流的電氣戰士。
殺人蜂
白墓的少女戰士，砍下沙奇右腕的人。

## 書籍情報
單行本「雷鳴ZAJI 1 邊境逃亡者」
集英社 1993年7月7日発売
文庫本「雷鳴ZAJI」
集英社文庫 2001年12月12日発売